# 카라임어
카라임어는 이디시어나 라디노어처럼 유대인이 현지의 언어와 접촉하여 형성된 언어중 하나로,
투르크어족에 속한다. 민족적으로는 투르크족에 속하면서 유대교의 한 분파인 카라이파 유대교를 신봉하는 사람들에 의하여 사용되며, 리투아니아, 크리미아, 우크라이나 등지에 거주하고 있다. 현재는 매우 적은 수의 화자만이 남아 있다.
리투아니아에서 사용되는 카라임어는 주로 트라카이(또는 트로키)의 작은 공동체에 의해 사용된다. 트라카이는 리투아니아의 옛 수도였으며, 카라이파들은 1397년-1398년경 비타우타스 대공에 의하여 그곳의 성을 방어하기 위하여 징용되었다. 그곳의 카라임어는 일종의 관광자원으로서 공식적 지원을 받고 있기 때문에, 언어적 생명력을 유지할 수 있을 것으로 보인다. 최근 트라카이에는 카라이파 공동체에 관한 박물관과 카라이파 음식을 만드는 식당이 있다.

## 음운

### 자음 목록
|        |        | 순음 | 순치음 | 치경음 | 후치경음 | 경구개음 | 연구개음 | 구개수음 |
| ------ | ------ | ---- | ------ | ------ | -------- | -------- | -------- | -------- |
| 비음   | 비음   | m    |        | n      |          |          |          |          |
| 파열음 | 무성음 | p    |        | t      |          |          | k        |          |
| 파열음 | 유성음 | b    |        | d      |          |          | ɡ        |          |
| 마찰음 | 무성음 |      | f      | s      | ʃ š      |          |          | χ ch     |
| 마찰음 | 유성음 |      | v      | z      | ʒ ž      |          |          | ʁ h      |
| 접근음 | 접근음 | w u  |        | r      |          | j        |          |          |

### 모음 목록
|          | 전설 모음 | 전설 모음 | 후설 모음 | 후설 모음 |
| 비원순   | 원순      | 비원순    | 원순      |           |
| -------- | --------- | --------- | --------- | --------- |
| 폐모음   | i         | y ü       | ɯ y       | u         |
| 중폐모음 | e         | ø ö       |           | o         |
| 개모음   |           |           | ɑ a       |           |